# Libelits
Libelits (finska: Liperi) är en kommun i landskapet Norra Karelen i Finland. Libelits har 11 979 invånare och har en yta på 1 161,23 km². Grannkommuner är Bräkylä, Heinävesi, Joensuu, Kontiolax, Nyslott, Outokumpu och Polvijärvi.
Libelits är enspråkigt finskt.
Libelits innehar sedan 29 juli sommaren 2010 värmerekord för Finland, då temperaturen nådde 37,2 °C.

## Namn
Kommunens officiella namn är Libelits på svenska och Liperi (”libbsticka”) på finska. Historiska former av namnet är Liebelitz och Lieblitz. Namnet går antagligen tillbaka till den historiska ryska namnformen Libelitsa där ordstammen härledas från trädnamnet lipa (липа) ”lind”. Cf. t.ex. staden Liblice (tyska Liblitz eller Lieblitz) i Tjeckien med samma ursprungliga namnform.

## Politik

### Mandatfördelning i Libelits kommun, valen 1976–2021
| 2 | 9 | 4 | 15 |  |  | 3 |

|  | 9 | 5 | 14 |  |  | 4 |

|  | 10 | 6 | 13 |  | 4 |

| 9 | 5 | 14 |  |  | 5 |

| 11 |  | 4 | 15 |  | 3 |

| 8 | 2 | 4 | 16 |  | 4 |

| 11 | 2 | 16 | 2 | 4 |

| 11 | 2 | 17 |  | 4 |

| 23 | 12 |

| 9 | 5 | 14 |  | 6 |

| 19 | 16 |

| 8 |  | 9 | 12 |  | 4 |

| 19 | 16 |

| 9 |  |  | 6 | 12 | 2 | 4 |

| 22 | 13 |

| 9 |  | 6 | 13 | 2 | 4 |

| 20 | 15 |

## Demografi
| Befolkningsutvecklingen i Libelits kommun 1975–2020                                                          | Befolkningsutvecklingen i Libelits kommun 1975–2020 | Befolkningsutvecklingen i Libelits kommun 1975–2020 | Befolkningsutvecklingen i Libelits kommun 1975–2020 | Befolkningsutvecklingen i Libelits kommun 1975–2020 |
| --- | --------------------------------------------------- | --------------------------------------------------- | --------------------------------------------------- | --------------------------------------------------- |
| |                                                     |                                                     |                                                     |                                                     |
| År |                                                     |                                                     | Folkmängd                                           |                                                     |
| 1975 | 1975                                                |                                                     | 10 347                                              |                                                     |
| 1980 | 1980                                                |                                                     | 10 737                                              |                                                     |
| 1985 | 1985                                                |                                                     | 10 994                                              |                                                     |
| 1990 | 1990                                                |                                                     | 11 500                                              |                                                     |
| 1995 | 1995                                                |                                                     | 11 708                                              |                                                     |
| 2000 | 2000                                                |                                                     | 11 479                                              |                                                     |
| 2005 | 2005                                                |                                                     | 11 750                                              |                                                     |
| 2010 | 2010                                                |                                                     | 12 271                                              |                                                     |
| 2015 | 2015                                                |                                                     | 12 338                                              |                                                     |
| 2020 | 2020                                                |                                                     | 11 994                                              |                                                     |
| Anm: Uppgifterna avser förhållandena den 31 december nämnda år enligt områdesindelningen den 1 januari 2022. |                                                     |                                                     |                                                     |                                                     |